# Brunnenpumphaus

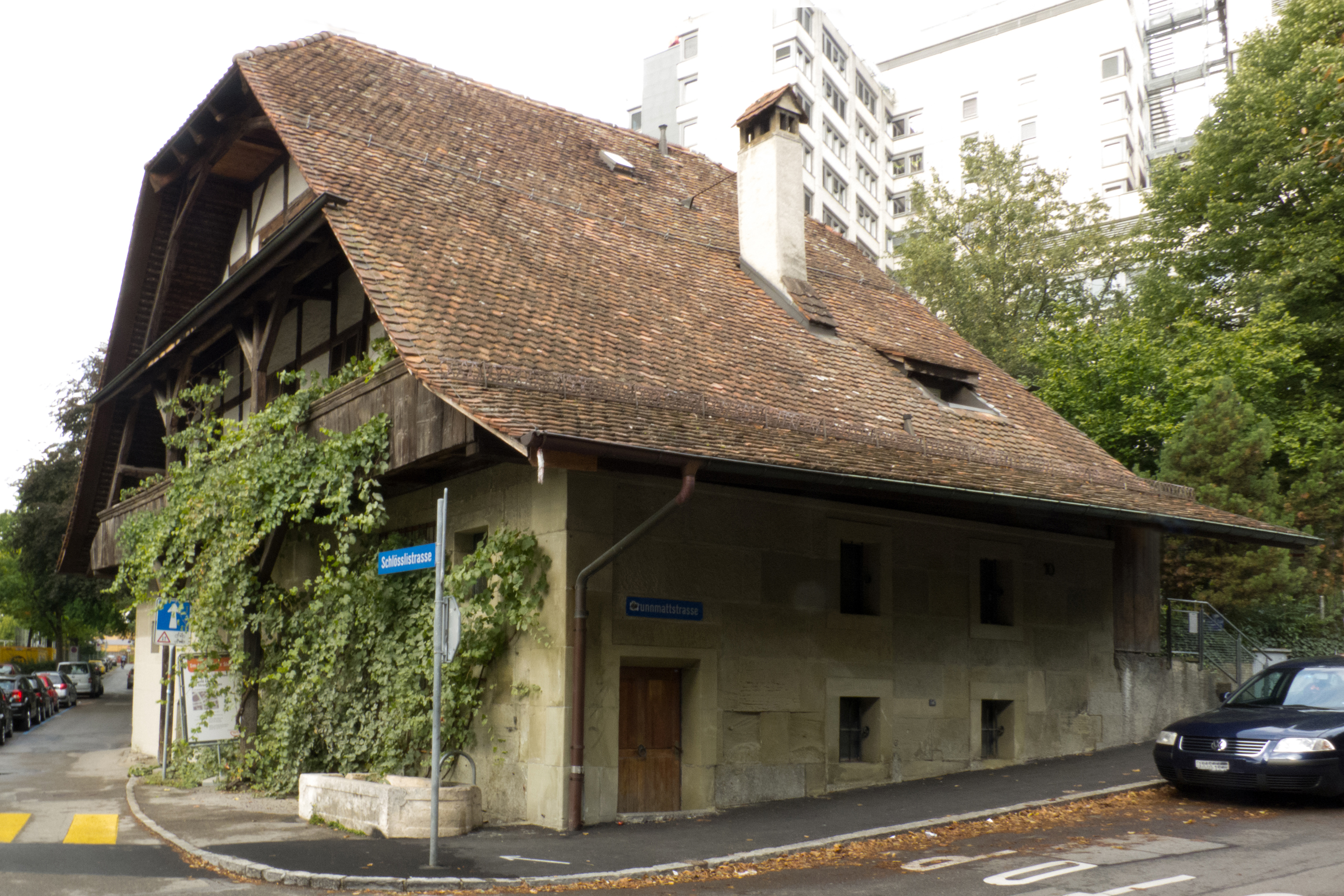
Das Pumphaus Brunnmatt in Bern

Das Brunnenpumphaus an der Brunnmattstrasse 10 in Bern, Schweiz, wurde 1585 für die Berner Trinkwasserversorgung errichtet und von 1885 bis 1911 mit einem modernisierten Pumpwerk betrieben. Seit Ende Februar 2024 ist die restaurierte Anlage als Museumsobjekt zugänglich.

## Gebäude
Der rechteckige Riegelbau auf einem gemauerten Sockelgeschoss hat ein hohes Teilwalmdach. Im Sockelgeschoss ist das historische Pumpwerk eingerichtet und im von aussen zugänglichem Obergeschoss befindet sich ein Kindergarten. Das Gebäude ist im Besitz der Stadt Bern, die Pumpanlage wird vom Verein Pumpwerk Brunnmatt betreut.

## Geschichte
Als im Lauf des 16. Jahrhunderts die Stadt Bern wuchs, genügten die vorhandenen Brunnen nicht mehr. Öffentliche Brunnen waren unter anderen der Lenbrunnen an der Postgasse, der Stettbrunnen an der Brunngasshalde, die heute noch bestehen. Weiter gab es beim Waisenhausplatz den Schegkenbrunnen, der beim Bau des Waisenhauses verschwand und einen Sodbrunnen im Bereich des Predigerklosters sowie verschiedene in privaten Innenhöfen. Jetzt musste Trinkwasser für die neu errichteten Laufbrunnen aus dem weiter entfernten Küngsbrunnen mit Deuchelröhren zugeleitet werden. Man hatte bereits um 1480 Leitungen von da weg zu den Laufbrunnen der Stadt gelegt. Dank seiner höher liegende Brunnenstube, die etwa am östlichen Ende der heutigen Freiburgstrasse lag, wurde das nötige Gefälle für den Wasserdruck erreicht. Für eine grössere Menge sollte Trinkwasser von den Quellen am Gurten und der Brunnmatt in das Brunnhaus des zehn Meter höher gelegenen Küngsbrunnen gepumpt werden. Verschiedene Versuche mit unbrauchbaren Methoden führten nicht zum Erfolg, bis der Pfarrer Niklaus Strasser aus Stallikon im Kanton Zürich ein funktionales Pumpwerk vorzeigte. Das wurde 1585 im neu gebauten Pumphaus eingerichtet und versorgte fortan die Stadtbrunnen mit genügend sauberem Wasser.

### Erstes Pumpwerk von 1585
Strassers Wasserkunst bestand aus sechs Druckkolbenpumpen, deren Stössel von drei hintereinander geschalteten Wasserrädern angehoben wurden und durch ihr Eigengewicht beim Absinken Wasser aus dem Sammelbecken in den zehn Meter höher gelegenen Küngsbrunnen drückten. Zum Antrieb der Wasserräder benutzte man zunächst das Warmbächli und später zusätzlich Wasser vom Stadtbach. Ein eigens angestellter Brunnenmeister besorgte die aufwändige Wartung und Kontrolle der Laufbrunnen und den allfällig nötigen Ersatz der hölzernen Deuchelröhren. Ein Vorrat der durch spezialisierte Deuchelbohrer hergestellten Röhren wurde zum Schutz vor dem Austrocknen in mehreren Weihern in der Brunnmatt bereitgehalten.

### Pumpwerk von 1881

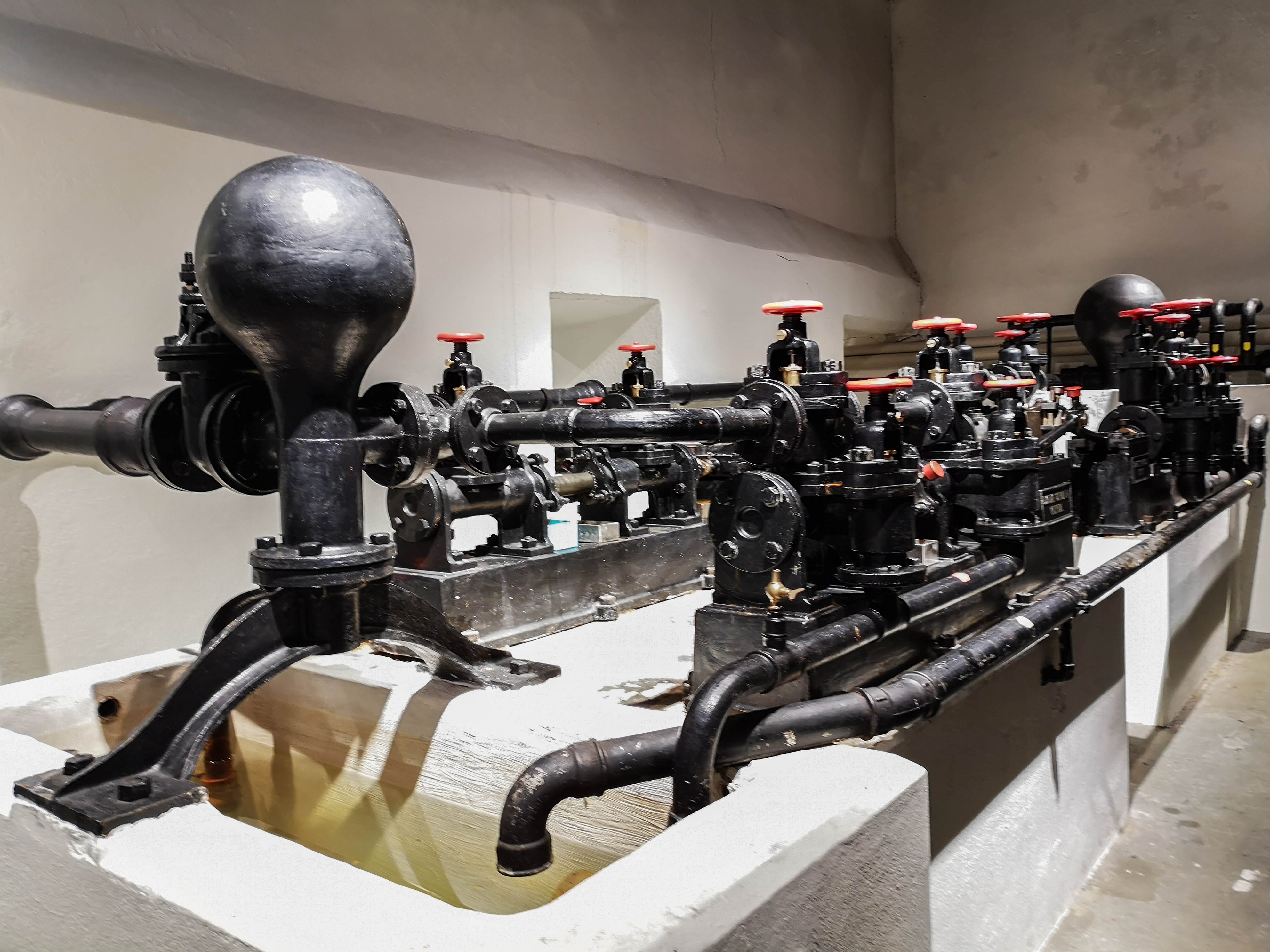
Das mechanische Pumpwerk von Louis Giroud

Mit der allgemeinen Industrialisierung im 19. Jahrhundert wurde auch das veraltete Pumpwerk neu geplant. Die Maschinenfabrik Louis Giroud aus Olten baute 1881 eine Pumpenanlage nach neustem Stand der Technik in das alte Pumphaus ein. Eine flach liegende Wasserturbine konnte mit einer geringeren Wassermenge vier Kolbenpumpen antreiben und das Trinkwasser durch neue eiserne Röhren in den Küngsbrunnen heben. Vermutlich in diesem Zeitraum sind auch die hölzernen Deuchel durch Gusseisenrohre ersetzt worden. Das Trinkwasser wurde zuerst in ein Reservoir auf der kleinen Schanze geleitet und von dort mit gleichmässigem Druck zu den Brunnen. Girouds Pumpwerk wurde 1911 nicht mehr gebraucht, weil die Wasserversorgung der Stadt von neuen Quellen im oberen Emmental und von Grundwasserfassungen bei Uttigen eingerichtet wurde. Einzig der kleine Wasserfall an der kleinen Schanze erhielt noch eine Weile Wasser von der ausgedienten Wasserversorgung.

### Aktuelle Situation
1981 besann man sich auf das vergessene Pumpwerk im Brunnenpumphaus und durch die Initiative einiger Quartierbewohner wurde der Verein Pumpwerk Brunnmatt gegründet, um das historische Industriedenkmal der Öffentlichkeit zugänglich zu machen. Mit Freiwilligenarbeit und unter Beizug der Denkmalpflege der Stadt Bern sowie des Archäologischen Dienstes des Kantons Bern wurde die Maschinerie wieder zum Laufen gebracht, die Räume renoviert und für den Besucherbetrieb eingerichtet. Das Brunnenpumpwerk ist an bestimmten Tagen öffentlich zugänglich und bei Führungen werden die nun elektrisch betriebenen Pumpen eingeschaltet. Das Brunnenpumphaus ist als schützenswertes Objekt von regionaler Bedeutung unter der KGS-Nr. 00675 aufgeführt.